# Geher-Länderkampf der Männer/Frauen/Junioren/Juniorinnen 1990 BR Deutschland – Australien – DDR – Frankreich – Großbritannien – Italien – Schweden – Spanien
| 4. Leichtathletik-Länderkampf mit bundesdeutscher Beteiligung 1990                                                                                   | 4. Leichtathletik-Länderkampf mit bundesdeutscher Beteiligung 1990                                                        |
| --- | --- |
| | |
| Gehervergleich der Männer/Frauen/Junioren/Juniorinnen BR Deutschland – Australien – DDR – Frankreich – Großbritannien – Italien – Schweden – Spanien | |
| Austragungsort | Grassau |
| Wettbewerbe | Männer: 2 / Frauen: 1 Junioren: 1 / Juniorinnen: 1                                                                        |
| Datum | 16. Juni |
| 1. GDR 2. ESP 3. ITA 4. FRA 5. AUS 6. FRG 7. GBR 8. SWE                                                                                              | 283 Punkte 267 Punkte 230 Punkte 168 Punkte 154 Punkte 138 Punkte 134 Punkte 126 Punkte                                   |
| 0Teilwertung Männer | 1. ITA0000125 P 2. ESP0000102 P 3. GDR000092 P 4. FRA000074 P 5. AUS000063 P 6. GBR000056 P 7. FRG000054 P 8. SWE000034 P |
| 0Teilwertung Frauen | 1. GDR000059 P 2. ESP000057 P 3. GBR000044 P 4. ITA0000041 P 5. SWE000035 P 6. AUS000025 P 7. FRA000020 P 8. FRG000019 P  |
| 0Teilwertung Junioren | 1. ESP000065 P 2. GDR000064 P 3. ITA0000046 P 4. FRA000044 P 5. FRG000026 P 6. AUS000024 P 7. GBR000020 P 8. SWE000011 P  |
| 0Teilwertung Juniorinnen | 1. GDR000068 P 2. SWE000046 P 3. ESP000044 P 4. AUS000042 P 5. FRG000039 P 6. FRA000030 P 7. ITA0000018 P 8. GBR000014 P  |
| Chronik | |
| ← FRG-FRA-SUI-CSK 00Läufer U21 (M+F) | FRG-GBR-SUI00 10kampf U21 (M) →                                                                                           |

Im vierten Vergleich des Länderkampfjahres 1990 trafen sich die bundesdeutschen Männer und Frauen sowie Junioren und Juniorinnen zu einem Achtländerkampf der Geher mit Australien, der DDR, Frankreich, Großbritannien, Italien, Schweden und Spanien. Der Länderkampf fand am 16. Juni statt, demselben Tag der Begegnung der U21-Läufer für Männer und Frauen gegen Frankreich, die Schweiz und die Tschechoslowakei. Aus den Angaben im DLV-Jahrbuch 1990/91 geht nicht hervor, um welche genaue Junioren-Altersgruppe es sich hier handelt. Auch in dieser Begegnung wurde für das Ergebnis die Gesamtwertung aus allen vier Teilvergleichen herangezogen.

## Modus
Ausgetragen wurden für die Männer zwei Wettbewerbe auf der Straße, der kürzere über 20, der längere über die bei Länderkämpfen immer mehr üblich werdende Distanz von 35 Kilometern. Die Frauen und männlichen Junioren bestritten je einen Wettbewerb über zehn Kilometer, die Juniorinnen traten über die Distanz von fünf Kilometern an.
Je Land und Disziplin konnten vier Geher antreten, von denen die drei Besten in die Wertung kamen. Zum System der Punkteverteilung liegen keine Angaben vor.

## Ergebnis
Die Länderkampfwertung kam durch die Summierung der Punkte aus vier Teilwertungen zustande. Die im folgende Abschnitt aufgelisteten Resultate beinhalten leider nur die jeweils ersten acht Geher sowie die weiteren bundesdeutschen platzierten Athleten.
Bei den Männern lag über zwanzig Kilometer ein Franzose vorn und über 35 Kilometer ein DDR-Geher. In der Männerteilwertung siegte Italien vor Spanien und der DDR. Die Bundesrepublik kam auf den siebten und damit vorletzten Platz. Den Frauenwettbewerb gewann eine DDR-Athletin. Hier lag in der Länderteilwertung die DDR vor Spanien und Großbritannien vorn. Die bundesdeutschen Vertreterinnen fanden sich auf dem achten und letzten Platz wieder.
Auch bei den männlichen Junioren siegte ein DDR-Teilnehmer. Die Juniorenteilwertung ging an Spanien, die DDR und Großbritannien belegten die nachfolgenden Ränge. Mit Rang sieben lag die Bundesrepublik als Vorletzter wieder weit hinten. Im Juniorinnen-Wettbewerb kam die DDR zu ihrem dritten Einzelerfolg und hier entschied die DDR auch die Länderteilwertung für sich. Dahinter folgten Schweden und Spanien. Mit Rang fünf erreichten die bundesdeutschen Geher in diesem Teilbereich ihre beste Platzierung.
Für die Gesamtwertung ergab sich daraus das folgende offizielle Gesamtresultat dieses Länderkampfs:
1. DDR (283 Punkte)
2. Schweden (267 Punkte)
3. Spanien (230 P)
4. Australien (168 P)
5. BR Deutschland (154 P)
6. Frankreich (138 P)
7. Italien (134 P)
8. Großbritannien (126 P)

## Legende
Kurze Übersicht zur Bedeutung der Symbolik – so üblicherweise auch in sonstigen Veröffentlichungen verwendet:
| DNF | nicht im Ziel (did not finish) |

## Resultate Männer

### Teilwertung Männer
1. Italien (125 Punkte) / 2. Spanien (102 Punkte) / 3. DDR (92 P) / 4. Frankreich (74 P) /
5. Australien (63 P) / 6. Großbritannien (56 P) / 7. BR Deutschland (54 P) / 8. Schweden (34 P)

### 20-km-Gehen
| Platz | Athlet                 | Land | Zeit (s) |
| ----- | ---------------------- | ---- | -------- |
| 1     | Thierry Toutain        | FRA  | 1:21:27  |
| 2     | Walter Arena           | ITA  | 1:21:48  |
| 3     | Daniel Plaza           | ESP  | 1:21:56  |
| 4     | Robert Ihly            | FRG  | 1:22:01  |
| 5     | Giovanni De Benedictis | ITA  | 1:22:14  |
| 6     | Sergio Spagnulo        | ITA  | 1:22:24  |
| 7     | Valentí Massana        | ESP  | 1:22:33  |
| 8     | Nicholas A’Hern        | AUS  | 1:22:59  |
| 9     | Ralf Weise             | GDR  | 1:23:36  |
| 000…  |                        |      |          |
| 13    | Axel Noack             | GDR  | 1:26:09  |
| 14    | Daniel Bauer           | GDR  | 1:26:19  |
| 18    | Torsten Hafemeister    | GDR  | 1:27:39  |
| 19    | Franz-Josef Weber      | FRG  | 1:27:56  |
| 23    | Stefan Krausch         | FRG  | 1:29:17  |
| 28    | Andreas Luttmann       | FRG  | 1:32:09  |

Bester Geher war der Mexikaner Ernesto Canto in 1:21:20, der außer Konkurrenz antrat.

### 35-km-Gehen
| Platz | Athlet              | Land | Zeit (s) |
| ----- | ------------------- | ---- | -------- |
| 1     | Ronald Weigel       | GDR  | 2:31:45  |
| 2     | Simon Baker         | AUS  | 2:32:09  |
| 3     | Maurizio Damilano   | ITA  | 2:32:29  |
| 4     | Giovanni Perricelli | ITA  | 2:34:45  |
| 5     | Massimo Quericoni   | ITA  | 2:35:43  |
| 6     | José Marín          | ESP  | 2:37:17  |
| 7     | Torsten Trampeli    | GDR  | 2:37:20  |
| 8     | Sandro Bellucci     | ITA  | 2:38:04  |
| 000…  |                     |      |          |
| 16    | Volkmar Scholz      | FRG  | 2:44:37  |
| 18    | Alexander Preusche  | GDR  | 2:45:23  |
| 20    | Robert Mildenberger | FRG  | 2:45:42  |
| 25    | Alfons Schwarz      | FRG  | 2:53:36  |
| DNF   | Manfred Kreutz      | FRG  |          |
| DNF   | Bernd Gummelt       | GDR  |          |

## Resultate Frauen

### Teilwertung Frauen
1. DDR (59 Punkte) / 2. Spanien (57 Punkte) / 3. Großbritannien (44 P) / 4. Italien (41 P) /
5. Schweden (35 P) / 6. Australien (25 P) / 7. Frankreich (20 P) / 8. BR Deutschland (19 P)

### 10-km-Gehen
| Platz | Athlet              | Land | Zeit (s) |
| ----- | ------------------- | ---- | -------- |
| 1     | Beate Anders        | GDR  | 43:50    |
| 2     | Kathrin Born        | GDR  | 44:05    |
| 3     | María Reyes Sobrino | ESP  | 44:16    |
| 4     | Annarita Sidoti     | ITA  | 44:53    |
| 5     | Pier Carola Pagani  | ITA  | 45:21    |
| 6     | Monica Gunnarsson   | SWE  | 45:34    |
| 7     | Teresa Palacio      | ESP  | 45:41    |
| 8     | Emilia Cano         | ESP  | 45:43    |
| 000…  |                     |      |          |
| 15    | Nicole Benz         | GDR  | 47:58    |
| 16    | Sandy Leddin        | GDR  | 48:12    |
| 18    | Renate Warz         | FRG  | 48:32    |
| 19    | Brigitte Buck       | FRG  | 48:50    |
| 28    | Sabrina Zühlke      | FRG  | 51:54    |
| DNF   | Andrea Brückmann    | FRG  |          |

## Resultate Junioren

### Teilwertung Junioren
1. Spanien (65 Punkte) / 2. DDR (64 Punkte) / 3. Italien (46 P) / 4. Frankreich (44 P) /
5. BR Deutschland (26 P) / 6. Australien (24 P) / 7. Großbritannien (20 P) / 8. Schweden (11 P)

### 10-km-Gehen
| Platz | Athlet              | Land | Zeit (s) |
| ----- | ------------------- | ---- | -------- |
| 1     | Ralf Rose           | GDR  | 41:58    |
| 2     | Sergio Roca         | ESP  | 42:32    |
| 3     | Fernando Vázquez    | ESP  | 42:55    |
| 4     | Denis Trautmann     | GDR  | 43:08    |
| 5     | Francisco Abellan   | ESP  | 43:12    |
| 6     | Frédéric Herse      | FRA  | 43:30    |
| 7     | Marco Schulz        | GDR  | 43:58    |
| 8     | Manuel Abal         | ESP  | 44:07    |
| 000…  |                     |      |          |
| 15    | Andre Meinlschmidt  | FRG  | 46:11    |
| 20    | Heiko Kolter        | FRG  | 46:32    |
| 21    | Lars Rolf           | FRG  | 46:11    |
| 24    | Marc-Falko Schrader | FRG  | 47:16    |

## Resultate Juniorinnen

### Teilwertung Juniorinnen
1. DDR (68 Punkte) / 2. Schweden (66 Punkte) / 3. Spanien (44 P) / 4. Australien (42 P) /
5. BR Deutschland (39 P) / 6. Frankreich (30 P) / 7. Italien (18 P) / 8. Großbritannien (14 P)

### 5-km-Gehen
| Platz | Athlet              | Land | Zeit (s) |
| ----- | ------------------- | ---- | -------- |
| 1     | Simone Thust        | GDR  | 22:14    |
| 2     | María Vasco         | ESP  | 23:05    |
| 3     | Helga Will          | GDR  | 23:10    |
| 4     | Ester Lange         | GDR  | 23:31    |
| 5     | Muriel Eberhardt    | FRG  | 23:58    |
| 6     | Jessica Franzen     | SWE  | 24:21    |
| 7     | Natalie McKean      | AUS  | 24:30    |
| 8     | Teresa Letherby     | AUS  | 24:31    |
| 000…  |                     |      |          |
| 10    | Katharina Klukowski | FRG  | 24:33    |
| 22    | Christine Loerke    | FRG  | 25:14    |
| 26    | Sabine Sundermann   | FRG  | 26:16    |